# Ford Galaxie
O Ford Galaxie é um automóvel que foi fabricado pela Ford no Brasil de 16 de janeiro de 1967 a 3 de fevereiro de 1983 totalizando 77.647 unidades produzidas. Trata-se de um modelo sedã luxuoso, contando inclusive com ar condicionado e direção hidráulica já no fim da década de 1960, itens considerados opcionais até hoje em muitos carros. Eleito pela Mecânica Popular o Carro do Ano de 1967, também considerado pelos antigomobilistas o carro mais luxuoso do Brasil.

## História

### Década de 1960

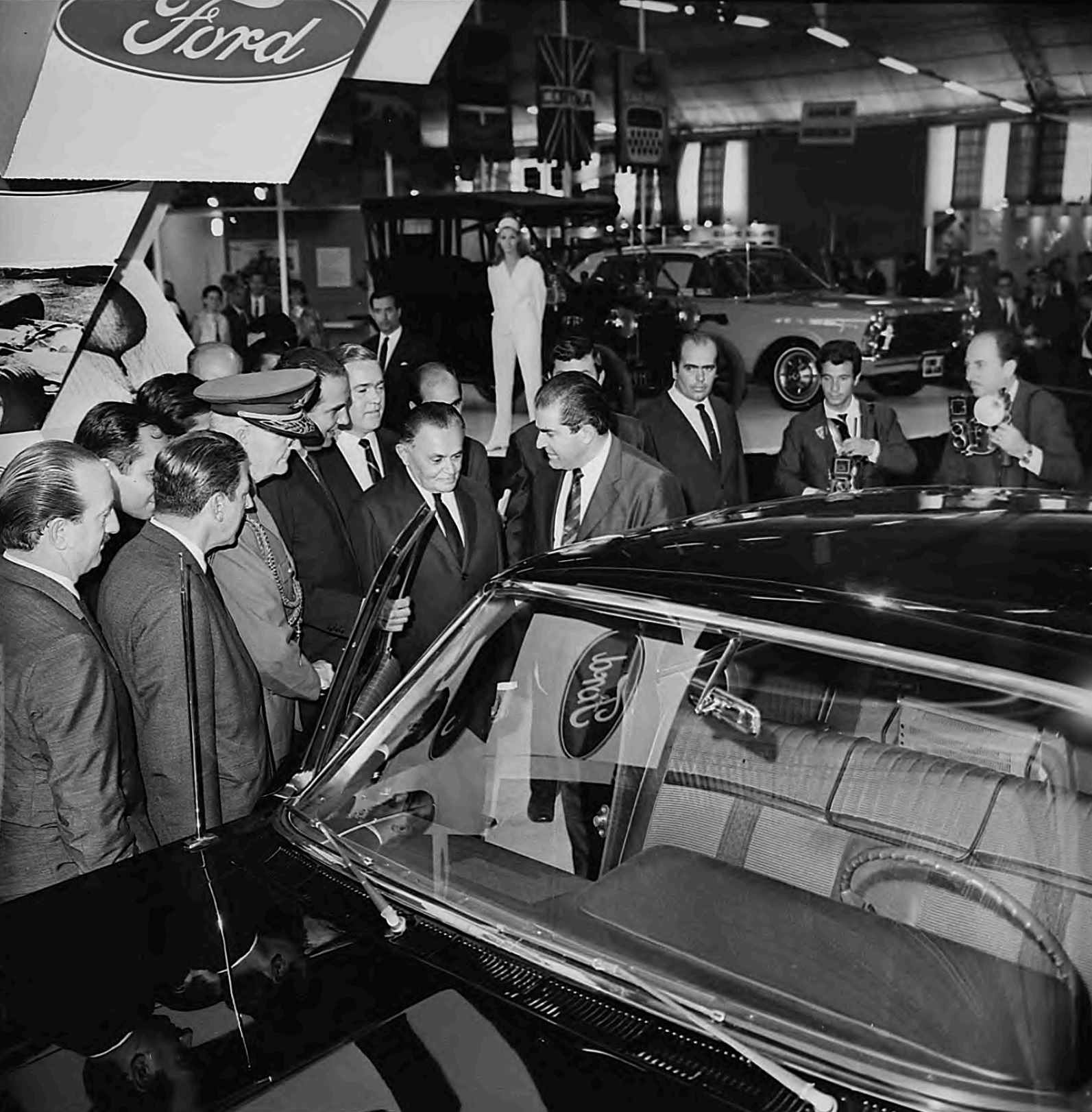
O presidente Castelo Branco conhece o novo Ford Galaxie durante visita ao V Salão do Automóvel, 1966.
Arquivo Nacional

Em 1965, o gerente da Ford do Brasil, John C. Goulden, já anunciava o lançamento de um moderno carro luxo, com testes dos motores ocorrendo no Brasil através de dois modelos importados dos Estados Unidos por todo aquele ano. A Ford encomendou junto à Karmann do Brasil todo o ferramental necessário para a fabricação do novo modelo enquanto que o parque industrial de fornecedores de auto-peças como a Cord (ar-condicionado) teve de trazer ao país produtos e peças licenciadas que até então não eram fornecidas para a indústria automobilística nacional..
O Ford Galaxie fabricado no Brasil foi apresentado no V Salão do Automóvel em 1966, após sua fabricação no Brasil ter sido anunciada pelo presidente mundial da Ford Henry Ford II durante visita ao Brasil. O Galaxie brasileiro era baseado no Ford Galaxie 500 sedan americano de 1966.
Sua fabricação se deu início em janeiro de 1967. O Galaxie 500 brasileiro teve uma cerimônia de lançamento na fábrica da Ford no Ipiranga, São Paulo, no dia 16 de fevereiro  de 1967. Outra cerimônia de lançamento foi realizada no Edifício Lúcio Costa no Rio de Janeiro, sede do Banco do Estado da Guanabara, onde um Galaxie 500 foi içado por guindaste até o heliporto do edifício onde ocorreu o coquetel de lançamento. A operação de içamento chamou a atenção da população e da imprensa da cidade. Completando a campanha de lançamento, a Ford contratou o cineasta Jean Manzon que produziu o curta-metragem promocional "Uma Visão Fantástica", apresentando o Galaxie em cinemas antes da exibição de filmes. O lançamento do Galaxie pela Ford fez a General Motors acelerar o projeto do seu sedã de luxo, que mais tarde culminou no lançamento do Chevrolet Opala em 1968. Seu preço médio na época de lançamento era de cerca de 17 milhões de cruzeiros (o equivalente a dois Volkswagen Fusca ou três Renault Gordini), o que o colocava como o automóvel mais caro do Brasil.
O Galaxie possuía até então um motor V8 Y-Block 272 de 4,5 litros (4.458 cm³) que rendia 164 hp brutos, emprestado da linha de caminhões da Ford no Brasil (posteriormente, em 1969, um novo teste no dinamômetro revelou um novo valor de potência bruta: 170 hp) e pesava 1780 quilos. Com o motor 272 ele alcançava 150 km/h, e fazia 0–100 km/h em 14,9 segundos. Ele tinha relativamente pouca potência, mas era uma usina de torque, podendo retomar de 30 km/h na última marcha (o câmbio era de três marchas na coluna) em uma leve subida. Nessa edição "Galaxie 500" contava com 5,33 metros, suspensão de molas espirais e consumo médio de 6,5 km/l.Oito meses após o início da produção, a Ford anunciou a produção do exemplar número 5000 na fábrica do Ipiranga.
Em 1968 o Galaxie recebeu retrovisores externos, que até então eram opcionais pois não era item obrigatório. Em dezembro daquele ano o carro atingiu 16.449 unidades produzidas.
Em 1969, foi lançada a versão LTD do Galaxie, mais luxuosa, com acabamento do painel e das portas melhorado, teto em vinil, ar condicionado e câmbio automático opcional (hidramático, como chamado na época) opcionais, etc. O LTD foi o primeiro carro brasileiro a ter câmbio automático e o segundo a ter ar condicionado e foi responsável por popularizar esses itens no país. A versão era equipada com um novo motor, o 292 V8, que já vinha equipando as últimas versões de 1968. Este motor era o 272 redimensionado. Com 4.8 litros (4.785 cm³), rendia 190 hp brutos. Com o 292, o Galaxie 500 de 1970 alcançava 160 km/h e fazia 0–100 km/h em 13 segundos. O LTD, no entanto, era mais lento, devido ao câmbio automático, que ainda privilegiava a maciez e ao peso bem mais alto. Sua velocidade máxima aproximava-se dos 150 km/h e sua aceleração de 0 a 100 km/h era realizada em cerca de 15 segundos. A partir de 1970 esse motor seria montado em toda a série Galaxie.
Os motores Y-block 272 e 292 eram famosos pelo altíssimo torque e pela alta resistência.

### Década de 1970

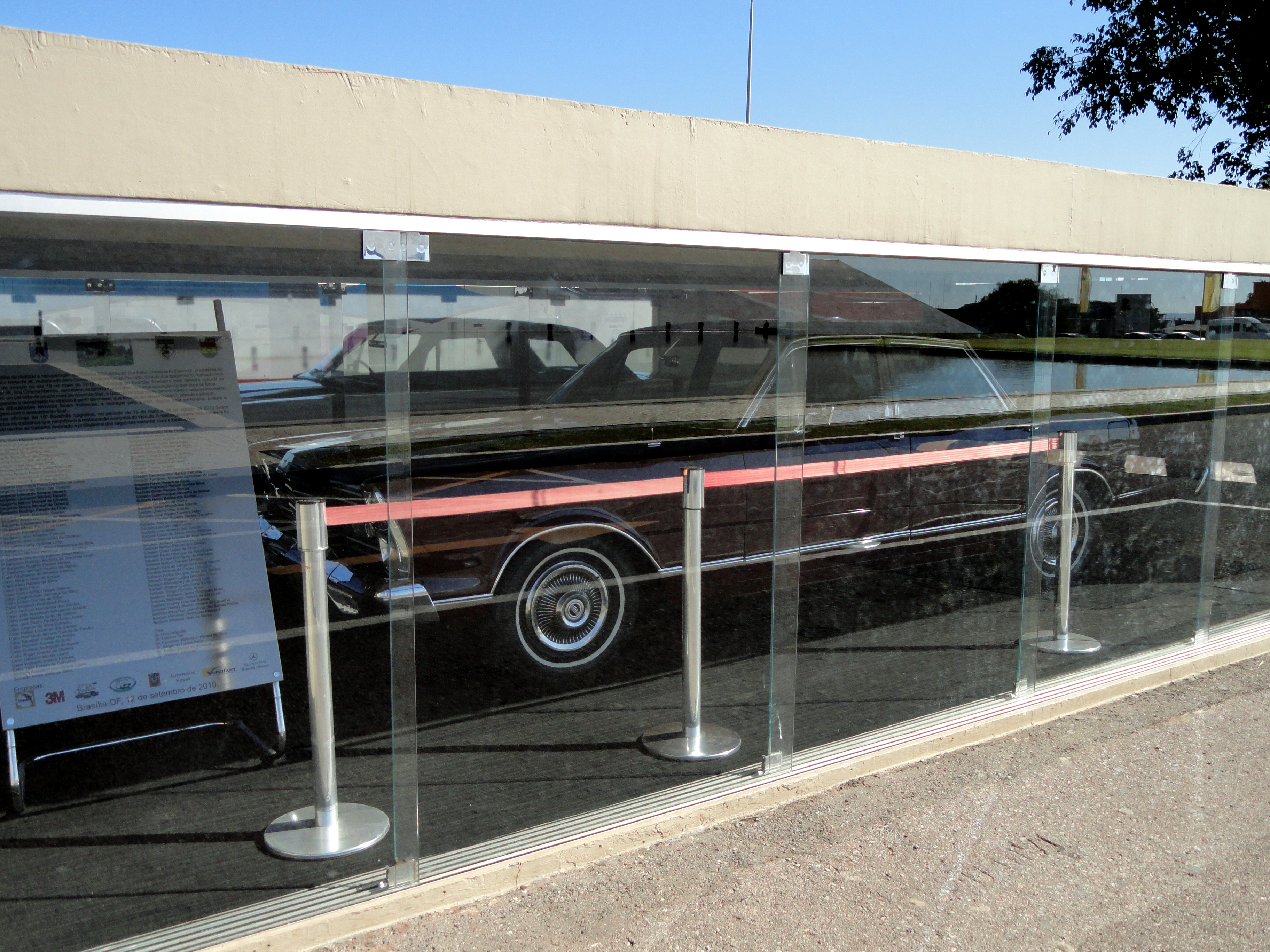
Galaxie 500 1974 que pertenceu ao ex-presidente Juscelino Kubitschek, exposto no Memorial JK.

Em 1970 surgiu o Galaxie Standard, ou somente Galaxie. Era uma versão de entrada do luxuoso sedã. Não possuía direção hidráulica, relógio e rádio. Também vinha sem a maioria dos frisos, sem as calotas grandes e pneus comuns sem faixa branca. No ano anterior, a Chrysler havia lançado o Dart e em 1971 a GM o Opala Gran Luxo, que tentavam concorrer com o Galaxie. Então a Ford começou a fabricar uma versão ainda mais luxuosa que o LTD, o LTD Landau. O modelo LTD surgiu em setembro de 1968, já como ano/modelo 1969. O Landau, apresentado na linha 71, oferecia também, além do teto de vinil, vigia traseiro menor, aplicações em Jacarandá no painel e nas portas, forrações finas no interior e um adorno em formato de "S" que caracterizava o modelo. Era de longe o carro nacional mais requintado. Em 1971 as luzes de marcha-à-ré deixavam de ser integradas às lanternas traseiras e passavam a ser localizadas no para-choque, onde foram mantidas até à linha 1980. Com esta alteração na linha 71, evidentemente as lanternas traseiras foram redesenhadas. A grade frontal também ganhou um novo design, com as lanternas/setas por trás. Além de novas calotas e maçanetas das portas.
Em 1972 o Galaxie Standand deixa de ser produzido.
Em 1973, ganhou novo capô, nova grade, teve a traseira redesenhada (e mais uma vez ganhou novas lanternas), novas calotas, frisos redesenhados e uma maior diversidade de cores. Em 1974 e 1975 não houve maiores mudanças.
Para a linha 1976, o Galaxie passou por grandes mudanças estéticas. Os faróis passaram a ser dispostos horizontalmente, assim como as lanternas traseiras, estas divididas em 3 segmentos em cada lado, mantendo a característica dos piscas traseiros sempre funcionando nas luzes de freio. As lanternas dianteiras passaram a ser maiores, mais envolventes e em posição vertical, ganhando lâmpadas âmbar, e sempre mantendo suas lentes na cor branca e a dupla função de pisca e luz de estacionamento na mesma lâmpada em todos os anos do modelo. O Galaxie 500 tinha a grade dianteira diferenciada das outras versões, com filetes horizontais que iam de uma lanterna dianteira até a outra, passando em volta dos quatro faróis. Já o LTD e o Landau tinham a grade dianteira com filetes verticais, porém sem que estes filetes passassem em volta dos quatro faróis. O vidro traseiro permanecia, como sempre, em tamanho reduzido apenas na versão topo de linha Landau, que era vendido apenas na cor cinza prata, com teto de vinil da mesma cor. O interior passou a ter tecidos mais finos, como o veludo inglês e o Jacquard inglês no Landau, e também passou a ter carpete de altíssima qualidade. Além de todas essas mudanças ele ganhou um novo motor que já equipava o Ford Maverick, o 302 Windsor, que foi erroneamente apelidado de canadense por ter tido unidades exportadas para o Brasil pela Ford Motor Company via Canadá ou linha de produção de Windsor/Canada. O novo propulsor trouxe grandes mudanças ao carro: 5,0 litros (4.950 cm³), que geravam 199 hp, e sua velocidade final era de cerca de 165 km/h na versão manual e 155 km/h na versão automática. A grande maioria dos motores 302 da linha Galaxie foram produzidas na Planta 1 da Ford em Cleveland.
Em Março de 1978, passa a ser produzida a então conhecida Série II do Galaxie, onde toda a linha recebia novo volante de 4 raios, dois cintos retráteis no banco dianteiro, pneus radiais, faróis de iodo, limpadores de pára-brisa de funcionamento intermitente, parabrisa laminado, além de novo padrão de estofamento desde sua estrutura até o tecido. Na parte mecânica a suspensão foi recalibrada com novos amortecedores, além de novas cores como o Cinza Executivo Metálico, exclusiva para o Landau.
O ano de 1979 é o último em que o Galaxie 500 é fabricado, recebendo novos frisos e uma grade em plástico preto. O carro passou a ter ignição eletrônica, ar condicionado integrado no painel e ainda possuía um novo carburador com venturi variável que proporcionaria maior economia de combustível, porém a qualidade do combustível brasileiro com álcool tornou sua calibração quase que impossível. O modelo 1979 foi encerrado com a produção de aproximadamente 250 Landau na cor Bordeaux Scala Metálica como Edição Especial de 60 anos da Ford no Brasil.
Estes automóveis utilizavam o carburador bijet DFV 444 para os motores Y-Block (272 e 292) e 302 álcool. O 302 gasolina usou entre 1976 até 1983 o Motorcraft de venturi fixo  com exceção ao modelo 1979 mencionado acima.

### Década de 1980

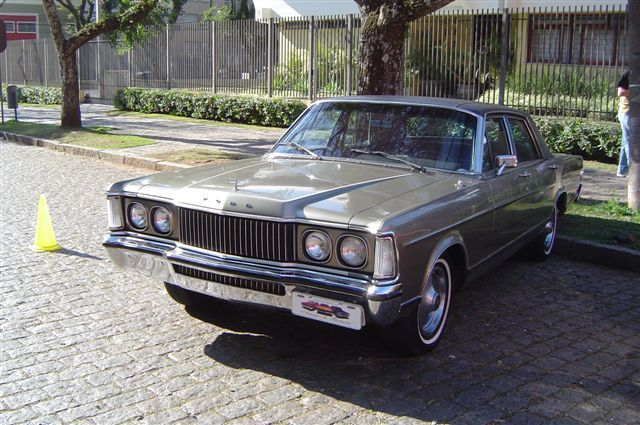
Ford Landau 1982, o penúltimo modelo produzido.

Para 1980 só eram disponíveis os modelos LTD e Landau. Por causa da crise do petróleo, foi lançada a versão com motor 302 movida a álcool com enorme tanque de 107 litros, que chegou a responder pela maioria das vendas. Neste ano também surge a famosa cor Azul Clássico para o Landau, que dava um toque de classe a mais no carro. Os refletores vermelhos na até então exclusiva dos carros da frota da Ford designados para a sua presidência, refletores nas extremidade das laterais traseiras mudavam e passavam a ser iluminados quando se acendiam as lanternas. Ganhou porta-malas com abertura interna. No mesmo ano, quando o Papa João Paulo II visitou o Brasil, foi fabricado um modelo especial de Landau apelidado de Landau-Papamóvel, que foi utilizado durante a estada do Papa pelas cidades de São Paulo, Aparecida do Norte e Salvador.
Em 1981 as luzes de marcha-à-ré voltam a ser integradas às lanternas traseiras, desta vez ocupando o lugar aonde até 1980 acendia o terceiro par da meia-luz traseira. Eram adotados também suspensão recalibrada e novas pinças de freio. Em 1981 encerrava-se a produção do LTD com um único exemplar conhecido sendo modelo 1982 segundo as pesquisas do CNG produzido em 26 de outubro de1981.
No ano de 1982 a única versão disponível passou a ser a topo de linha, Ford Landau, sem maiores mudanças e foi em agosto de 1982 que se deu início da produção do seu último ano modelo, que trazia as conhecidas calotas presas com parafusos (rosqueadas), a versão de 1983.
Após a Crise petrolífera de 1979, houve uma gradual queda de vendas (de cinco mil exemplares em 1979 para cerca de três mil no ano seguinte e pouco mais de mil em 1981 e 1982). Assim, a Ford do Brasil  enviou em 14 de janeiro de 1983 uma carta a todos os concessionários comunicando que ainda no final daquele mês encerraria a produção do Galaxie Landau. O último exemplar do Galaxie Brasileiro saiu da linha de montagem do Ipiranga em 3 de fevereiro de 1983.

### Linha do tempo dos Modelos
A linha do tempo a seguir retrata a data em que determinado modelo entrou ou saiu de fabricação. No geral a Ford colocava em produção um ano modelo em setembro do ano anterior e consequentemente tirava o ano modelo no mesmo mês.